# Rhynchospora mollis
Rhynchospora mollis là loài thực vật có hoa trong họ Cói. Loài này được (Wall.) Schult. miêu tả khoa học đầu tiên năm 1824.